# Tiszalök
Tiszalök is een plaats (város) en gemeente in het Hongaarse comitaat Szabolcs-Szatmár-Bereg. Tiszalök telt 6028 inwoners (2005).